# José María Micó
José María Micó Juan (Barcelona, 1961) es un poeta, filólogo, traductor y músico español, especializado en los clásicos de los Siglos de Oro (Góngora, Cervantes, Mateo Alemán, Quevedo) y la Edad Media y el Renacimiento italianos (Dante, Petrarca, Ariosto), aunque también se ha ocupado del estudio y la traducción de otros autores medievales (Ausiàs March, Jordi de Sant Jordi, Ramon Llull) y contemporáneos (Pere Gimferrer, Narcís Comadira, Valerio Magrelli). Es catedrático de Literatura en la Universidad Pompeu Fabra y creador y codirector del Máster en Creación Literaria de dicha universidad.
Es autor de siete libros de poesía y en 2020 ha publicado en la editorial Acantilado Primeras voluntades, un volumen que recoge su poesía completa, reconfigurada siguiendo una nueva disposición que reúne los poemas por afinidad temática en distintas secciones.
Entre sus traducciones destacan las del Orlando furioso de Ludovico Ariosto, que le valió el Premio Nacional de Traducción en España y también en Italia, y la Comedia de Dante Alighieri. Ambas cuentan también con prólogo, notas y comentarios de Micó.
Su traducción de la Comedia de Dante ha tenido un eco importante en la prensa española y latinoamericana, y ha sido valorada como una versión legible, cercana y fiel, respetuosa con el original (El Periódico) porque preserva el sentido literal y reconstruye su condición poética original (La Vanguardia).
Micó ha compuesto la música para algunos de sus poemas, que queda recogida en varios discos, como Memoria del aire y Mapa de sombras cotidianas, y es el guitarrista del dúo Marta y Micó.

## Obra selecta

### Poesía
- La espera. Madrid: Hiperión, 1992. Premio Hiperión de poesía.
- Letras para cantar. Pamplona: Pamiela, 1997.
- Camino de ronda. Barcelona: Tusquets, 1998.
- Verdades y milongas. Barcelona: DVD, 2002.
- La sangre de los fósiles. Barcelona: Tusquets, 2005.
- Caleidoscopio. Madrid: Visor, 2014.
- Blanca y azul. Poemas para cantar, Zaragoza, Los libros del gato negro, 2017
- Primeras voluntades, Barcelona, Acantilado, 2020.

### Obra poética traducida
- Prima stazione. Poesia scelte 1992-2005, traducido por Francesco Luti, Florencia, Pagliai Polistampa, 2008.
- Ai margini di questi nostri corpi, Venecia, I quaderni di Sinopia, 2013.
- Tango dolce, traducido por Elisa Sartor, Vicenza, L’Officina, 2013.
- Caleidoscopio, traducido por PietroTaravacci, Florencia, Passigli Editori, 2018.

### Edición y traducción
- Mateo Alemán, Guzmán de Alfarache, edición de José María Micó, Madrid, Cátedra, 1987.
- Luis de Góngora, Canciones y otros poemas en arte mayor, edición de José María Micó, Madrid, Espasa-Calpe, 1990.
- Luis de Góngora, Poesía selecta, edición de Antonio Pérez Lasheras y José María Micó, Madrid, Taurus, 1991.
- Ludovico Ariosto, Sátiras, edición bilingüe, traducción, prólogo y notas de José María Micó, Barcelona, Península, 1999.
- Francesco Petrarca, La medida del hombre. Remedios contra la buena y la mala suerte, selección, traducción, presentación y apéndice de José María Micó, Barcelona, Península, 1999.
- Ausiàs March, Versek. Poemes. Poemas, edición trilingüe con la traducción española de José María Micó, Budapest, Ibisz, 1999.
- Josep Piera, Soy aquel que se llama Ausiàs March, traducción de José María Micó, Barcelona, El Aleph, 2002.
- Paraíso cerrado. Poesía en lengua española de los siglos XVI y XVII, selección y edición de José María Micó y Jaime Siles, Barcelona, Galaxia Gutenberg-Círculo de Lectores, 2003.
- Ausiàs March, Páginas del Cancionero, edición de Costanzo Di Girolamo y José María Micó, Valencia, Pre-Textos, 2004.
- Ludovico Ariosto, Orlando furioso, traducción, introducción, edición y notas de José María Micó, Madrid, Espasa-Calpe (Biblioteca de Literatura Universal), 2005. Nueva edición: Barcelona, Austral, 2017.
- Jordi de Sant Jordi, Poesía, traducción y prólogo de José María Micó, Barcelona, DVD Ediciones / Editorial Barcino, 2009.
- Góngora y el epigrama. Estudios sobre las décimas, edición de Juan Matas, José María Micó y Jesús Ponce, Madrid, Iberoamericana, 2012.
- Francisco de Quevedo, Poesía esencial, prólogo de Dámaso Alonso, edición de José María Micó, Barcelona, RBA, 2013.
- Lazarillo de Tormes, prólogo de José María Micó, edición de Marta Boldú, Barcelona, RBA, 2013.
- Obra ajena. Dante, Jordi de Sant Jordi, Ausiàs March, Ariosto, Tasso, Shakespeare, Goethe, Housman, Auden, Montale y otras versiones de poesía europea, Madrid, Devenir, 2014.
- Pere Gimferrer, El castillo de la pureza, traducción de José María Micó, Barcelona, Tusquets, 2014.
- Narcís Comadira, El arte de la fuga. Antología del autor, edición bilingüe de Jaume Subirana, traducción de José María Micó et al., Madrid, Cátedra, 2015.
- Ramon Llull, Vida del maestro Ramón, traducción de José María Micó, Valencia-Barcelona, Pre-Textos-Barcino, 2015.
- Miguel de Cervantes, Antología: Prólogos completos, selección de versos y antología esencial de “Don Quijote de la Mancha”, edición y estudio de José María Micó, Barcelona, Austral, 2016.
- El oro de los siglos, edición, prólogo y notas de José María Micó, Barcelona, Austral, 2017.
- Valerio Magrelli, 66 poemas. Antología, traducción de José María Micó, Ciudad de México, 2017.
- Ausiàs March, Dictats. Obra completa, traducciones de Marion Coderch y José María Micó, Madrid, Cátedra, 2017.
- Dante Alighieri, Comedia, prólogo, comentarios y traducción de José María Micó, Barcelona, Acantilado, 2018.
- Ausiàs March, Vint poemes d’amor i de mort i el Cant espiritual. Antología trilingüe, versiones de Costanzo Di Girolamo y José María Micó, Valencia, Consell Valencià de Cultura, 2020.

### Ensayo
- La fragua de las Soledades. Ensayos sobre Góngora, Barcelona, Sirmio, 1990.
- De Góngora, Madrid, Biblioteca Nueva, 2001.
- El “Polifemo” de Luis de Góngora. Ensayo de crítica e historia literaria, Barcelona, Península, 2001.
- Miguel de Cervantes, Don Quijote en Barcelona, edición de José María Micó, Barcelona, Península, 2004.
- Dos estudios de poesía hispanoamericana, Barcelona, Universitat Pompeu Fabra, 2007.
- Las razones del poeta. Forma poética e historia literaria, de Dante a Borges, Madrid, Gredos, 2008.
- Clásicos vividos, Barcelona, Acantilado, 2013.
- Para entender a Góngora, Barcelona, Acantilado, 2015.

### Conferencias en red
6 de octubre de 2015. Madrid. Biblioteca Nacional de España, “Ariosto, el Orlando y su herencia”.

21 de marzo de 2017. Madrid. Conferencia en la Fundación Juan March. “La obra de Góngora y el contexto poético de su tiempo”.  

27 de febrero y 1 de marzo de 2018. Madrid. Ciclo de conferencias sobre Ausiàs March en la Fundación Juan March. 
·        “Ausiàs March en su contexto histórico y político”.
·        “Algunos poemas de Ausiàs March”.
10, 15 y 17 de octubre de 2019. Madrid. Ciclo de conferencias sobre Dante en la Fundación Juan March.
·        “Dante y su mundo.”
·        “El infierno.”
·        “El Purgatorio y el Paraíso.”
12 nov 2020. Madrid. Ciclo Poética y Poesía de la Fundación Juan March: “José María Micó”.

### Obra musical
Marta y Micó, En una palabra, Picap, 2015.
Marta y Micó, Memoria del aire, Picap, 2016.
Marta y Micó, Mapa de sombras cotidianas, Satélite K, 2020.

### Premios
1992: Premio Hiperión de Poesía
2005: Premio Internacional Diego Valeri (Italia)
2006: Premio Nacional a la Mejor Traducción
2007: Premio Nazionale per la Traduzione (Italia)
2013: Premio de Poesía Generación del 27
2013: Premio de Investigación ICREA Academia
2019: Premio Museo Liceo Egipcio de Humanidades
2019: Premio de Traducción Ángel Crespo
2019: Premio per la Cultura Mediterranea (Italia) 